# Эпсилон Возничего
Эпсилон Возничего (ε Aur / ε Aurigae) — звезда в созвездии Возничего. Имеет несколько исторических названий:
- Алмааз (Almaaz), Мааз (Maaz), Ал Маз (Al-Ma’z) предположительно от арабского «козёл» или «козлёнок», поскольку в древности входило в катастеризм Коза с Козлятами[7].
- Ал Анз — этимология этого варианта неизвестна, но он приведён у Казвини[8].

## Краткое описание
Эпсилон Возничего — затменно-двойная звезда, состоящая из яркой старой звезды (сверхгигант спектрального класса F0), и невидимого компаньона, который, как предполагается в настоящее время, является звездой класса B. Каждые 27 лет яркость Эпсилона Возничего уменьшается с +2,92m до +3,83m звёздной величины. Это затемнение длится 640—730 дней. В дополнение к этой затменной переменности у системы также есть небольшая пульсация с периодом приблизительно 66 дней. Система находится на расстоянии приблизительно 2 000 световых лет от Земли.
Компаньон, затмевающий Эпсилон Возничего, всегда был в центре ожесточённых споров, так как он излучает удивительно мало света для объекта его размера. На 2008 (до наблюдений Спитцера 2009 года), наиболее признанной моделью для компаньона была двойная система, окруженная массивным, непрозрачным пылевым диском. От теорий, что объект — большая полупрозрачная звезда или черная дыра, учёные отказались.

## История наблюдений

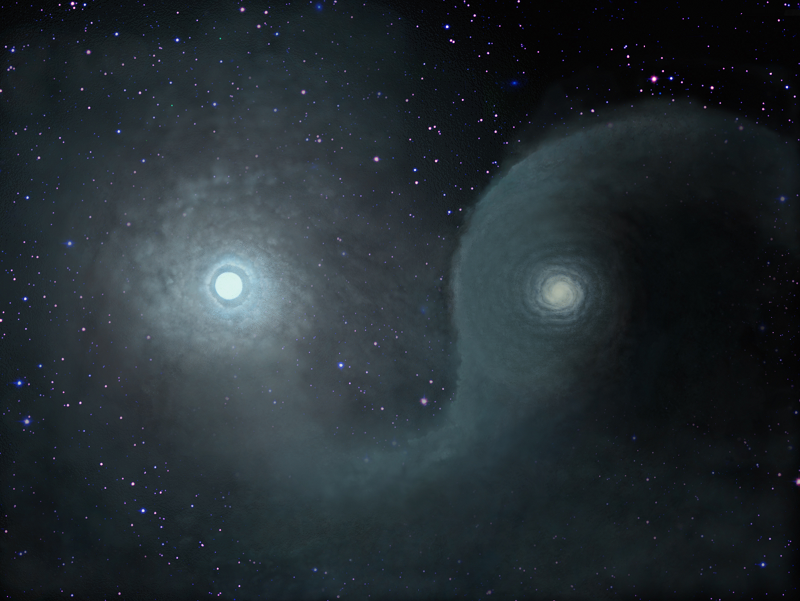
Так художник представляет себе систему Эпсилон Возничего (вид плашмя (малое наклонение)).

Несмотря на то, что звезда видима невооруженным глазом, её переменность заметил только в 1821 году Иоганн Фрич (Johann Fritsch). Первые регулярные наблюдения, продолжавшиеся с 1842 до 1848 гг, проводили немецкий математик Эдуард Хайс (Eduard Heis) и прусский астроном Фридрих Вильгельм Аргеландер. Данные Хайса и Аргеландера показали, что звезда стала значительно более тусклой к 1847. Эпсилон Возничего возвратился к «нормальному» состоянию, к сентябрю следующего года. В последующее время было собрано больше данных. Наблюдения показали, что Аль Анз наряду с изменениями яркости в течение длительного периода, также показывает краткосрочные изменения яркости. Более поздние затмения имели место между 1874 и 1875, а затем почти тридцать лет спустя, между 1901 и 1902.
Ганс Людендорфф, который также наблюдал Эпсилон Возничего, был первым, кто провёл детальное исследование звезды. В 1904 он издал в Astronomische Nachrichten статью под названием Untersuchungen über den Lichtwechsel von ε Aurigae (Исследования небольших изменений яркости ε Возничего), где предположил, что звезда является затменной переменной типа Алголя и состоит из двух компонентов.
Наблюдения Эпсилона Возничего приурочены к Международному году астрономии и проводятся с 2009 по 2011 гг., то есть три года, на которые приходится затмение.

### Наблюдения Спитцера, 2009
В январе 2010 на встрече Американского Астрономического Общества Дональд Хоард — представитель научного центра по управлению телескопом Спитцер при НАСА в Калифорнийском технологическом институте в Пасадене — сообщил, что наблюдения космического телескопа показывают: система Эпсилон Возничего состоит из маленькой умирающей звезды с относительно небольшой массой (намного меньшей, чем у типичной звезды спектрального класса F), периодически затмеваемой звездой класса B, окружённой пылевым диском. Этот результат был достигнут с помощью съёмки на миллисекундных выдержках вместо непосредственной длительной (сотни секунд) экспозиции. Это делается для того, чтобы уменьшить чувствительность телескопа и не дать звезде «засветить» ПЗС-матрицу. Дальнейшая обработка информации показала присутствие в околозвездном диске частиц, размерами более похожими на гравий, чем на пыль.

## Компоненты системы и переменность

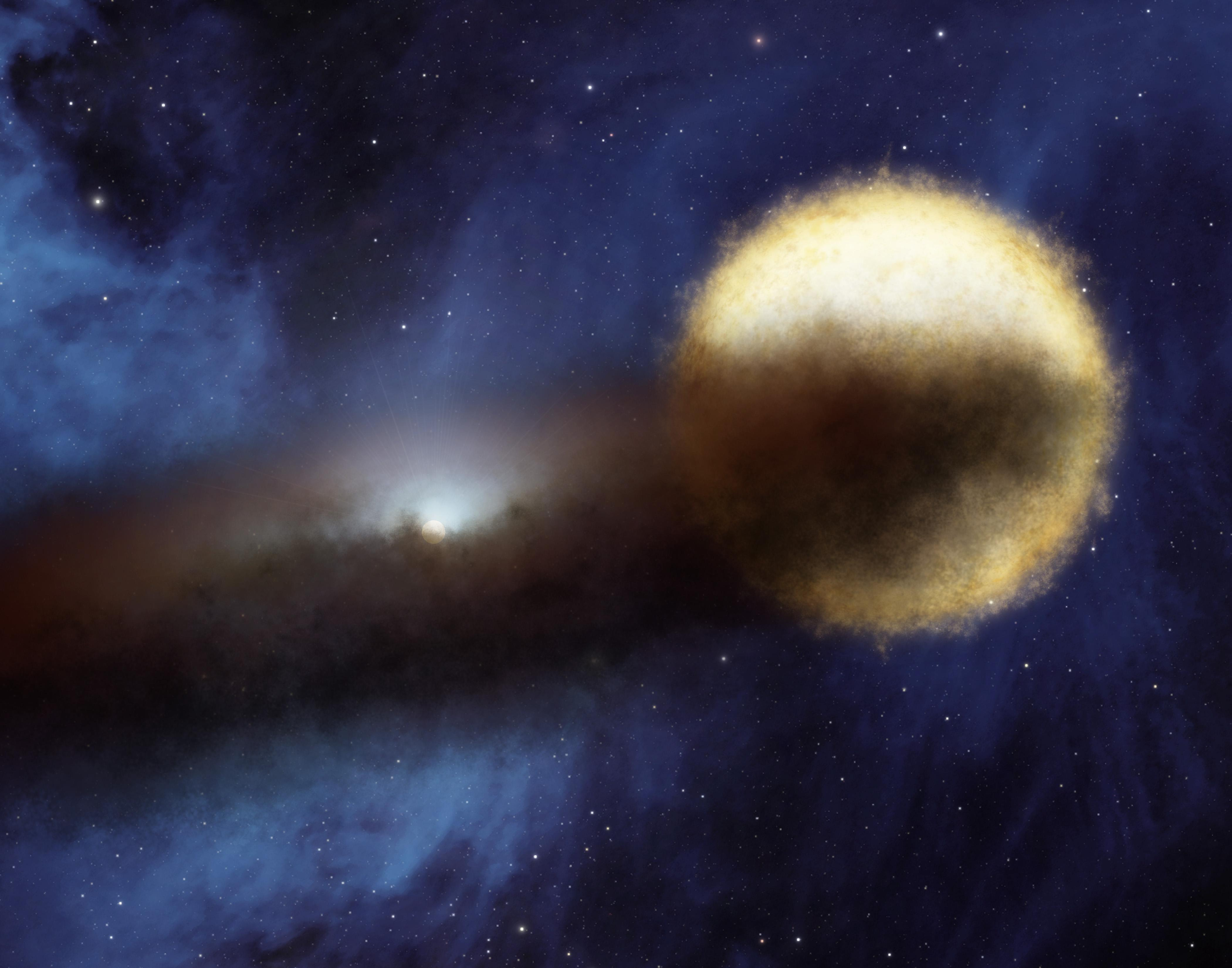
Так художник представляет себе систему Эпсилон Возничего: яркая звезда спектрального класса F и затмевающий компаньон спектрального класса B, окружённый пылевым диском.

Система Эпсилон Возничего в настоящее время интенсивно изучается с помощью наблюдений в рамках программ Спитцер и Citizen Sky и поэтому состав звездной системы и её особенности постоянно уточняются.
Пара, как полагали прежде, состоит из одного сверхгиганта спектрального класса F и массивного тусклого затмевающего компонента, точная природа которого не была известна. В 1985 году была предложена модель, что это может быть диск из пыли, который может окружать единственную звезду или вторую двойную систему. Эти два компонента затмевают друг друга каждые 27,1 лет, и каждое затмение длится приблизительно два года. Примерно в середине затмения система немного увеличивает свою яркость. Это указывает на присутствие отверстия в центре затмевающего диска. Сверхгигант окружён диском из пыли на расстоянии почти тридцать а. е., что соответствует расстоянию от планеты Нептун до Солнца..

### Видимый компонент
Видимый компонент, Эпсилон Возничего A, — полуправильный пульсирующий сверхгигант спектрального класса F0. Он имеет размер 100—200 солнечных радиусов, и является в 40 000 — 60 000 раз более ярким, чем Солнце. Если бы подобная звезда была на месте Солнца, она бы поглотила Меркурий и, возможно, Венеру. Звезды класса F имеют белый цвет и демонстрируют сильные ионизированные линии поглощения кальция и слабые линии поглощения водорода. Звёзды класса F более горячи, чем звезды, подобные Солнцу (которое является звездой класса G). Типичными представителями класса F являются Процион, самая яркая звезда в созвездии Малого Пса, и Канопус, вторая по блеску звезда ночного неба и самая яркая в созвездии Киля.

### Затмевающий компонент
Затмевающий компонент испускает незначительное количество света, и невидим невооруженным глазом (для поиска необходим телескоп). Однако, в центре объекта была обнаружена горячая область. Точная форма затмевающего компонента не известна. Гипотезы относительно природы этого второго объекта были предложены в работах, указанных в. Три из них привлекли пристальное внимание научного сообщества.
Первая гипотеза была выдвинута в 1937 году астрономами Джерардом Койпером, Отто Струве, и Бенгтом Стрёмгреном, которые предположили, что Эпсилон Возничего является двойной системой, содержащей сверхгигант спектрального класса F2 и чрезвычайно холодную «полупрозрачную» звезду, которая полностью затмевает своего компаньона. Однако затмевающая звезда рассеяла бы свет, излучаемый компаньоном, и привела бы к наблюдаемому уменьшению величины яркости. Рассеянный свет был бы обнаружен на Земле как звезда, видимая невооруженным глазом, хотя этот свет и был бы значительно ослаблен. Вот как эта гипотеза описывалась ещё в 1986 году в книге Ф. Ю. Зигеля «Сокровища звездного неба»:

Тщательный анализ спектра и кривой блеска ε Возничего, проведенный в 1937 г. известными американскими астрофизиками Д. Койпером, О. Струве и Б. Стремгреном, привел их к поразительным выводам.
Система ε Возничего состоит из двух звезд — видимой и невидимой. Та, которую мы видим в созвездии Возничего как желтоватую звезду в среднем почти 4m,— огромный сверхгигант с температурой поверхности 6 600К. Эта звезда в 36 раз массивнее Солнца и в 190 раз больше его по диаметру. Но её размеры совершенно меркнут по сравнению с размерами второй звезды, самой большой из всех, какие мы только знаем. Её диаметр в 2 700 раз больше солнечного. Внутри её свободно уместились бы орбиты всех планет, от Меркурия до Сатурна включительно. …
Несмотря на чудовищные размеры второго компонента, его светимость мала и почти равна солнечной. Видимый блеск величайшей из звезд близок к 16m, а угловое расстояние её от соседа 0,03". Учитывая огромную разность в видимом блеске компонентов, «разделить» эту пару оптически пока не представляется возможным.
Почему же при неимоверно больших размерах звезда Эпсилон А имеет такую ничтожную светимость? Секрет, оказывается, в том, что эта звезда очень холодная (1 600K на поверхности) и её излучение в основном лежит в невидимом инфракрасном диапазоне. К тому же её средняя плотность настолько мала, что Эпсилон А прозрачна; потому-то во время затмений этой звездой её спутника никаких изменений в спектре не происходит. Но почему же тогда все же колеблется блеск Эпсилон В?
По мнению американских ученых, Эпсилон В, излучающая света в 10 000 раз больше, чем Солнце, ионизует ближайшие к ней самые внешние слои инфракрасной звезды Эпсилон А. Образующееся «ионизационное пятно» при движении Эпсилон В перемещается по поверхностным слоям атмосферы Эпсилон А. Когда первая из звезд окажется сзади второй и «ионизационное пятно» загородит её от земного наблюдателя, блеск звезды Эпсилон В ослабевает, так как ионизованные газы менее прозрачны, чем неионизованные. Это остроумное объяснение полностью соответствует всем данным наблюдений. Вот как много сведений можно получить из анализа лучей света.
— Ф.Ю Зигель «Сокровища звездного неба: Путеводитель по созвездиям и Луне.» — М.: Наука, 1986

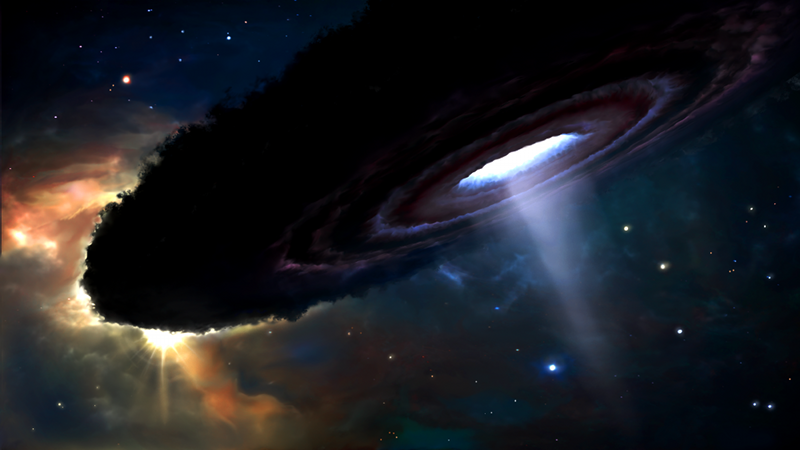
Так художник представляет себе систему Эпсилон Возничего (вид с ребра (большое наклонение)).

Американский астроном Су-Шу Хуан (Su-Shu Huang) в 1965 году опубликовал работу, которая обрисовала в общих чертах дефекты модели Койпера-Струве-Стрёмгрена, и предложил, что компаньон является дисковой системой, видимой с Земли с ребра. Роберт Вильсон в 1971 году предположил, что в диске существует отверстие, которое является возможной причиной внезапного увеличения яркости системы в середине затмения. В 2005 система наблюдалась в ультрафиолетовом диапазоне с помощью телескопа FUSE. Поскольку система не испускала энергию в темпе, который характерен для таких объектов, как двойная система с нейтронной звездой Циркуль X-1 или двойная система с черной дырой как Лебедь X-1, объект, занимающий центр диска, вряд ли будет чем-то похожим; напротив, было предположено, что центральный объект — звезда спектрального класса B5. Радиус диска оценивается в 3,8  а. е., толщина — в 0,475  а. е., а температура 550±50 K.

### Дополнительные компоненты
Также в системе присутствуют и другие звезды, чьи параметры приведены в таблице
| Название         | Прямое восхождение | Склонение       | Видимая звёздная величина | Спектральный класс | Ссылка |
| ---------------- | ------------------ | --------------- | ------------------------- | ------------------ | ------ |
| AB (BD+43 1166B) | 05ч 01м 56.6с      | +43° 49′ 08″    | 14                        | F0Iae              | Simbad |
| AC (BD+43 1166C) | 05ч 01м 54с        | +43° 49′ 26″    | 11,26                     |                    | Simbad |
| AD (BD+43 1166D) | 05ч 01м 55.1с      | +43° 49′ 47″    | 12                        |                    | Simbad |
| AE (BD+43 1168)  | 05ч 02м 12.374с    | +43° 51′ 42.35″ | 9,2                       |                    | Simbad |

## Условия наблюдения

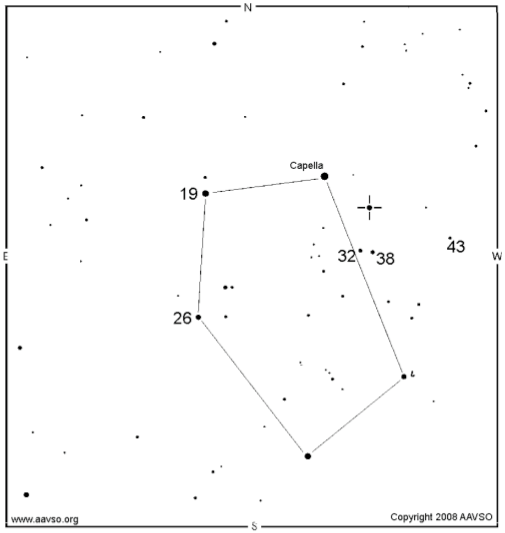
Карта звёздного неба для окрестностей Эпсилон Возничего. Пронумерованные звезды — звезды сравнения, для них приведён блеск

Звезду легко найти на ночном небе из-за её яркости и близости к Капелле. Она является вершиной равнобедренного треугольника, образующего «нос» Возничего. Звезда достаточно ярка, чтобы быть заметной даже в городских условиях с умеренным количеством светового загрязнения. Визуально оценку переменности звезды можно сделать, сравнивая её с соседними звездами с известным значением блеска. Поскольку звезда весьма яркая, фотометрические наблюдения должны проводиться на оборудовании с очень большим полем зрения, такими как фотоэлектрические фотометры или камеры DSLR. Расписание затмения доступно в работе, и первые сообщения о начале нового затмения появились в июле 2009.

## Любительское небо
Национальный научный фонд США выделил AAVSO трехлетний грант на финансирование проекта, разработанного для изучения затмения в системе Эпсилона Возничего в 2009—2011 гг. Проект, названный «Любительское небо» (Citizen Sky), организует наблюдения затмения и возможность сообщить о полученных сведениях в центральную базу данных. Кроме того, участники могут помочь проанализировать данные, проверяя свои собственные теории и публикуя оригинальные статьи об исследованиях в рецензируемом астрономическом журнале.